# Alessandra Ferri
Pour les articles homonymes, voir Ferri.
Alessandra Ferri est une danseuse italienne, née à Milan le 6 mai 1963.

## Biographie
Elle étudie la danse classique à l'école de danse de la Scala de Milan jusqu'à l'âge de 15 ans, et puis à la Royal Ballet School de Londres (Grande-Bretagne). Après avoir gagné le Prix de Lausanne en 1980, elle rejoint le corps de ballet du Royal Ballet à Covent Garden,.
Avec le Royal Ballet, elle a créé les rôles principaux de L'Invitation au Voyage, La Vallée des Ombres, Isadora, Consort Lessons, Different Drummer, Chansons, Les Sept Péchés Mortels. En outre, elle a dansé dans Napoli, Konservatoriet, Illuminations, Return to the Strange Land, Les Deux Pigeons, La Belle au bois dormant, L'Après-midi d'un faune, Cendrillon, Manon, Roméo et Juliette, La Bayadère, Le Lac des cygnes,.
Elle a rejoint l'American Ballet Theatre en tant que « Principal Dancer » en 1985. Alors elle est étoile de Anastasia, Fall River Legend, La Gaîté Parisienne, Giselle, Pas des Déesses, Pilier de Feu, Roméo et Juliette, Sinfonietta, La Sylphide, La Mégère Apprivoisée, In Volo entre autres,.
Depuis 1989, Alessandra Ferri a dansé avec le Ballet National de Marseille des nombreux ballets de Roland Petit, notamment Carmen et Le Diable amoureux. Elle a également dansé le rôle de Juliette dans Roméo et Juliette de Cranko avec le National Ballet of Canada et Notre-Dame de Paris de Petit avec le Ballet de l'Opéra national de Paris,.
Herbert Ross a réalisé en 1987 un film intitulé Dancers qui met le ballet Giselle en abîme de la même manière que Carlos Saura l'a fait pour l'opéra Carmen: Alessandra Ferri y tient le rôle de Giselle/Francesca et Mikhaïl Barychnikov celui d'Albrecht/Tony.
Le 23 juin 2007, à 44 ans et après 22 ans de carrière américaine, après le ballet Romeo et Juliette présenté au Metropolitan Opera de New York elle se produit pour la dernière fois à Taormine,.
En septembre 2025, elle devient directrice du Ballet de l'Opéra de Vienne, succédant à Martin Schläpfer.